# Манор Хасан
Манор Хасан (на иврит: מנור חסן), на английски: Manor Hassan); (роден на 22 август 1979 г. в Кирят Оно, Израел) е бивш израелски футболист.